# برت داربی
برت داربی (انگلیسی: Brett Darby؛ زادهٔ ۱۰ نوامبر ۱۹۸۳) بازیکن فوتبال اهل بریتانیا است.
از باشگاه‌هایی که در آن بازی کرده‌است می‌توان به باشگاه فوتبال ساوتند یونایتد، باشگاه فوتبال کوربی تاون، باشگاه فوتبال شپشد دینامو، باشگاه فوتبال استمفورد، باشگاه فوتبال تاموورث، باشگاه فوتبال گرنثم تاون، و باشگاه فوتبال لستر سیتی اشاره کرد.